# 벨파고
벨파고(영어: Belphegor, Phantom of the Louvre)는 2001년에 개봉한 프랑스 영화이다.

## KBS 성우진 (2003년 3월 8일)
- 문선희 - 리사(소피 마르소)
- 김일 - 마틴(프레데리크 디팡탈)
- 김병관 - 포시에(미셸 세로)
- 김정희 - 글렌다(줄리 크리스티)
- 황원 - 형사반장(장-프랑수아 발머)
- 김혜미 - 수잔(프랑소와 레반탈)
- 서윤석 - 시모네(라이오넬 아벨란 스키)
- 김영진 - 펠렉스(자크 마티얼)
- 이승주 - 멘진(프랑수아 레방탈)
- 홍승섭 - 밥(필리페 매망)
- 장호비 - 뚱보
- 윤병화 - 의사
- 박민아 - 할머니
- 오수경 - 여선생(크리스티나 크레빌렝)
- 석원희 - 직원